# مشلیبوژتسه (استان اوپوله)
مشلیبوژتسه (به لهستانی: Myśliborzyce) یک منطقهٔ مسکونی در لهستان است که در گمینا لوبشا واقع شده‌است. مشلیبوژتسه ۱۴۸ نفر جمعیت دارد.